# Garrucho
En náutica, un garrucho es el asa de cabo colocada en cualquiera de las relingas de una vela para arraigar sus cabos de maniobra.
A los garruchos se les da la denominación de los cabos que en ellos se amarran. Así, se distinguen:
- Garrucho de empuñiduras.
- Garrucho de amantes de rizos.
- Garrucho de popa.
- Garrucho de bolinas.

## Garrucho metálico
En otra acepción, garrucho es una aro de hierro, bronce o madera, que en unión de otros iguales repartidos en la relinga de grátil de una verga de cuchillo, sirve para envergarla a su nervio, el cual pasa por dentro de todos ellos.
Gracias a los garruchos las velas de estay y foques pueden izarse y arriarse sin dejar de permanecer unidas a sus nervios.